# Aguã Casada
Aguã Casada é uma aldeia de São Tomé e Príncipe, localiza-se ao Norte, no distrito da Lobata, ilha de São Tomé, próxima à localidade das Laranjeiras, ao Rio Água Sebastião e à Praia da Juventude.